# Polygala tenuicaulis
Polygala tenuicaulis är en jungfrulinsväxtart som beskrevs av Joseph Dalton Hooker. Polygala tenuicaulis ingår i släktet jungfrulinssläktet, och familjen jungfrulinsväxter. Utöver nominatformen finns också underarten P. t. tayloriana.